# Der Fuehrer's Face
Der Fuehrer's Face (Førerens fjæs)  er en animeret tegnefilm af Walt Disney Studios, med Anders And i hovedrollen. Tegnefilmen blev instrueret af Jack Kinney og udgivet den 1. januar 1943 som en anti-nazistisk propaganda-film til hæder for den amerikanske krigsindsats i den 2. verdenskrig. Tegnefilmen vandt en Oscar for bedste korte animationsfilm i 1943, og var den eneste Anders And-tegnefilm, der vandt en Oscar. Filmen skulle egentlig have heddet ”Donald Duck in Nutziland”, men Sangen, ”Der Fuehrers Face” (Skrevet af Oliver Wallace) var så stærk at den blev filmens titel. I 1993 blev det stemt op på en 22. plads i "The 50 Greatest Cartoons". ”Der Fuehrers Face” kunne først ses i Danmark efter befrielsen 1945 og den fik Danmarkspremiere 16. juni 1945 på Frihedsrådets udstilling, hvor den i august blev set af 60.000 mennesker.[kilde mangler]

## Handling
I det nazistiske Nutziland bor Anders And, som bliver tvunget til at arbejde for nazisterne.